# Kawasaki VN 1600 Mean Streak

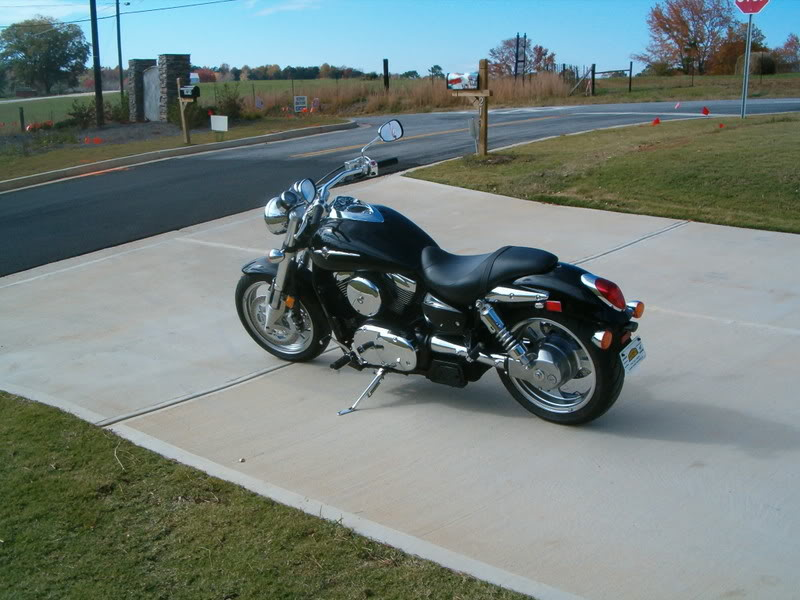
Кавасаки Минстрик 2004—2008

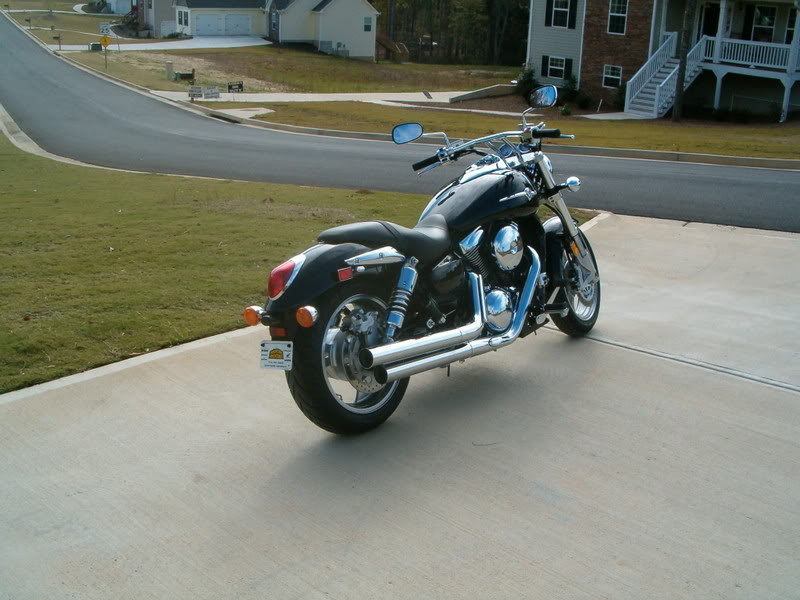
Кавасаки Минстрик 2004—2008

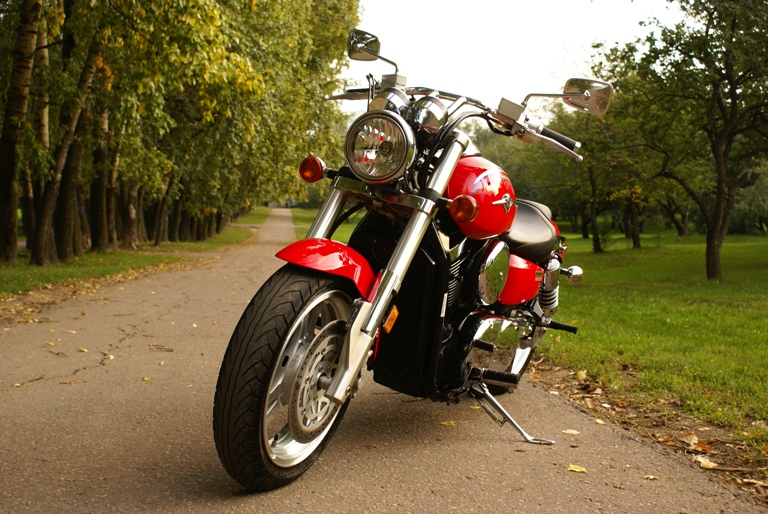
Кавасаки Минстрик 2002—2004

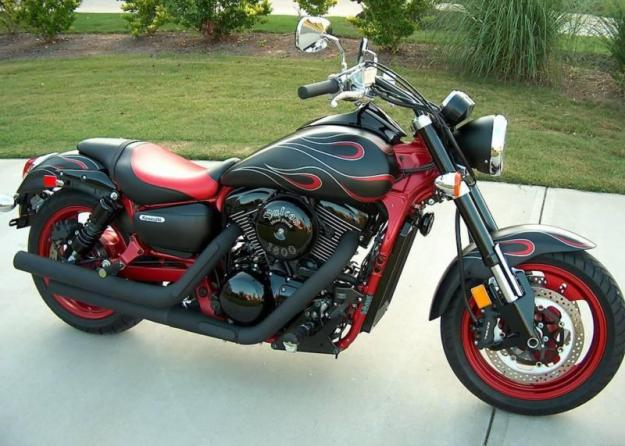
Кавасаки Минстрик 2007—2008 Special Edition

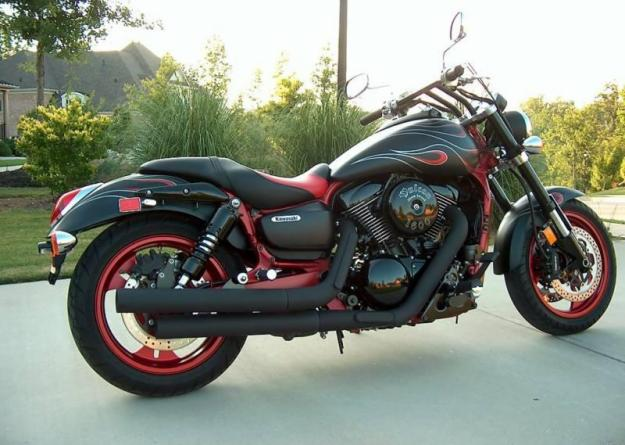
Кавасаки Минстрик 2007—2008 Special Edition

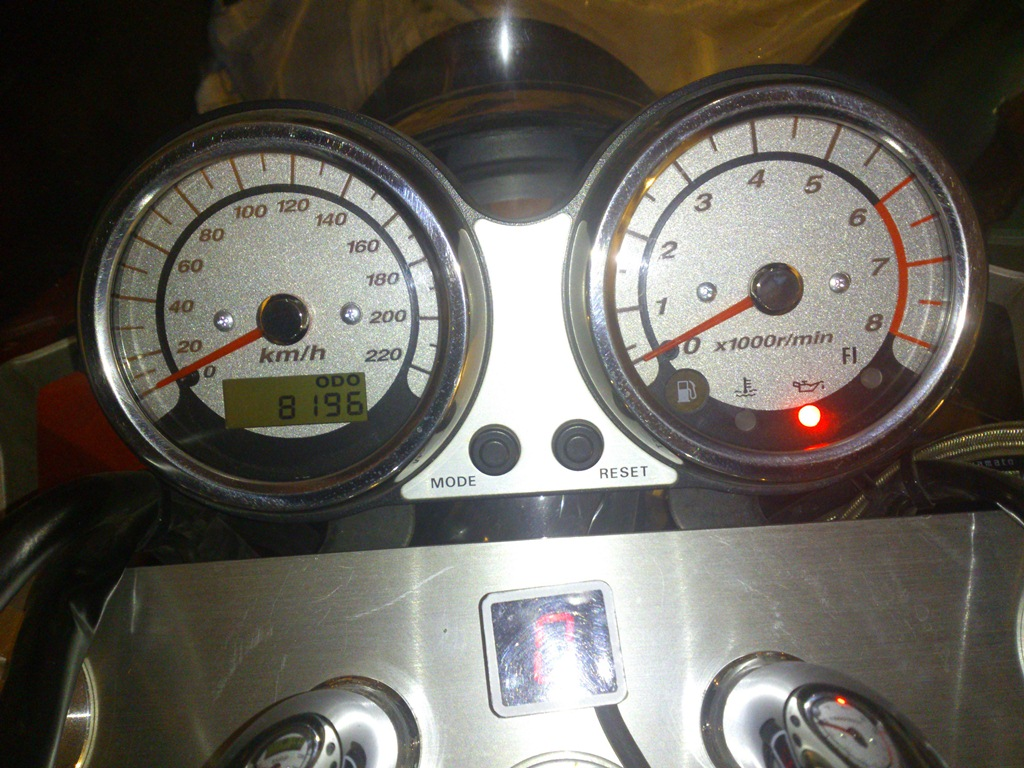
Панель приборов Кавасаки Минстрик

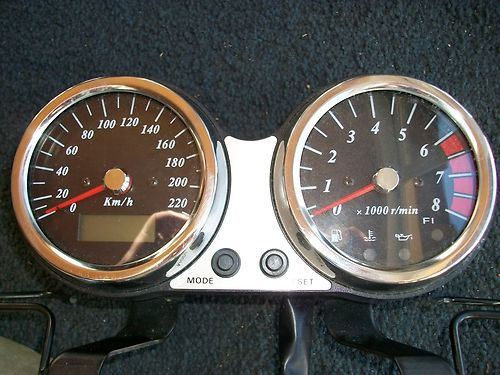
Панель приборов Судзуки Мародёр

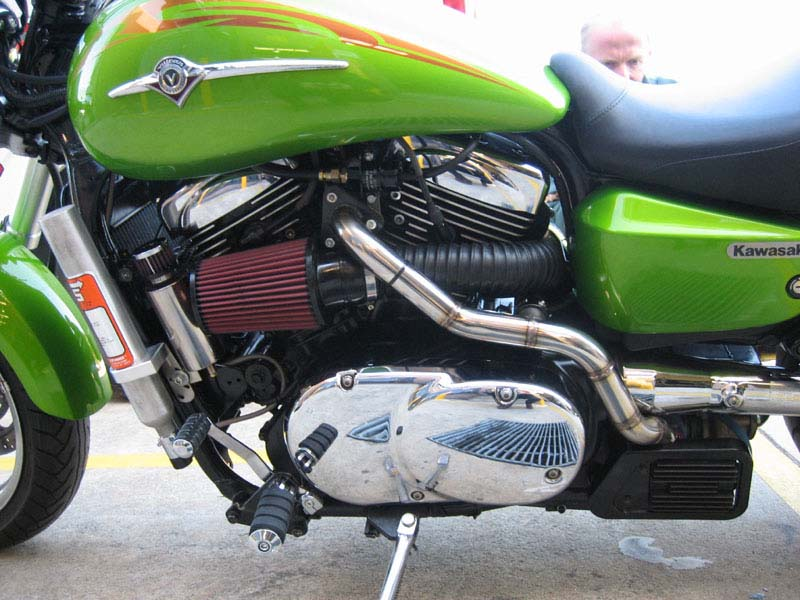
Тюнинг Кавасаки Минстрик Турбо+NoS

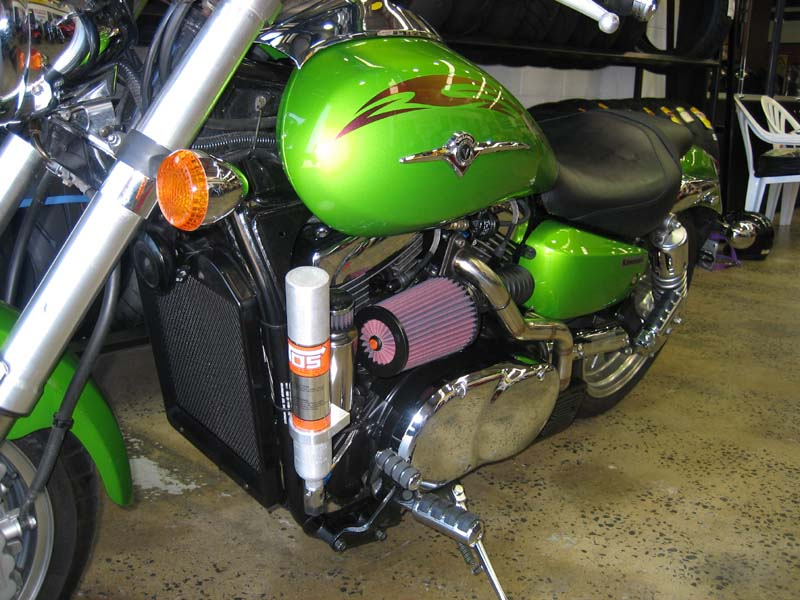
Тюнинг Кавасаки Минстрик Турбо+NoS

Kawasaki VN 1600 Mean Streak — мотоцикл производства компании Kawasaki класса «Power cruiser» (Harley-Davidson VRSCDX Night Rod Special, Honda VTX1800F, Suzuki Boulevard M109R, Triumph Rocket III, Victory Hammer S, Yamaha Star Warrior). Производился с 2004 по 2008 г. без существенных изменений, которые коснулись лишь тормозной системы в виде увеличения диаметров тормозных дисков и замены передних суппортов, а также разных цветовых решений для разных годов выпуска. Замена тормозных суппортов в 2005 г. с 6-поршневых (с 2 колодками на суппорт) на 4-поршневые (с 4 колодками на суппорт). Использование четырёх колодок вместо двух, позволяет увеличить тормозную силу при идентичном усилии на ручку тормоза. Поскольку колодки являются меньшими в размере, износ колодок распределен также более равномерно.
VN 1600 Mean Streak заменил в 2004 году VN 1500 Mean Streak. В список улучшений вошли: увеличенный с 1470 до 1552 см³ объём двигателя, изменённые головки цилиндров, быстрый электронный блок управления работой двигателя, крупные дроссели размером Ø40 мм, форсунки инжектора с четырьмя соплами, два из которых направлены на впускные клапаны, новый корпус главного тормозного цилиндра и цилиндра сцепления. Увеличение рабочего объёма достигнуто за счёт увеличения хода поршня на 5 мм. Для улучшения работы двигателя на низких и средних оборотах изменена продолжительность открытия клапанов и увеличен их ход. Цифровой впрыск топлива обеспечивает отличную реакцию двигателя, а мощность распределяется без всплесков и провалов, так как Kawasaki установила две различных системы управления двигателем DFI, которые применяются попеременно в зависимости от нагрузки на двигатель. Две свечи зажигания на каждый цилиндр уменьшают вероятность детонации, повышают эффективность сгорания и продлевают ресурс двигателя. Привод распредвала цепью с автоматическим натяжителем обеспечивает малую шумность. Благодаря резиновым сайлент-блокам крепления двигателя, гидравлическим компенсаторам зазора клапанов, которые не требуют проведения ТО, и балансирному валу с шестерёнчатым приводом, двигатель работает мягко, без раздражающих вибраций, сохраняя при этом особый характер, присущий V-образным моторам. Новые хромированные крышки клапанов и полированные рёбра охлаждения цилиндров улучшают внешний вид двигателя. Катализатор трубчатого типа и применение заслонки вторичной системы воздухоснабжения с электронным управлением в выпускной системе снижает уровень вредных выбросов до Euro 2. Жидкостная система охлаждения с автоматическим вентилятором поддерживает оптимальный температурный режим работы двигателя. Крутящий момент в нижнем и среднем диапазонах позволяет при выходе из поворотов ускоряться мгновенно и мягко на любой передаче. На «крейсерской» скорости 110 км/ч двигатель работает всего на 2500 об/мин, как раз в зоне пикового крутящего момента, и сохраняет максимальную топливную экономичность в пределах 6 л на 100 км. Обороты двигателя при движении на 5й передаче со скоростью 100 км/ч — 2500 об/мин, при 120 км/ч — 3050 об/мин, при 140 км/ч — 3600 об/мин, при 160 км/ч — 4150 об/мин, при 180 км/ч — 4650 об/мин, при 200 км/ч — 5250 об/мин.
Одновременно мотоцикл выпускался для компании Suzuki под названием VZ 1600 Marauder (с 2005 — Boulevard M95). Отличия Mean Streak и Marauder:
- вытянутый профиль и козырёк фары головного света Marauder;
- покатый профиль заднего крыла Mean Streak;
- поверхность боковых крышек воздушного фильтра Marauder рифлёная, Mean Streak — гладкая;
- соответствующие шильдики Mean Streak или Marauder на баке;
- разные шрифты и цвета приборной панели: Mean Streak серебристый, Marauder — тёмно-графитовый.

Mean Streak относится к семейству мотоциклов Vulcan. Из основных отличий от базовой версии Kawasaki Vulcan Classic можно выделить:
- форсированный двигатель — увеличенный с 33 до 37 мм диаметр впускных клапанов, увеличенный с 36 до 40 мм диаметр дросселей инжекторов, изменённые фазы газораспределения и форма камеры сгорания;
- «спортивные» подвески — передняя вилка «перевёртыш» Ø43 мм, удлинённый на 30 мм задний маятник;
- тормозная система (передние тормоза позаимствованы у Kawasaki Ninja ZX);
- стоковое сиденье-полуторка, форма переднего и заднего крыла;
- комбинация приборов над фарой (спидометр + тахометр), замок зажигания на баке;
- руль «дрэг-бар»;
- легкосплавные 3-спицевые диски 17" с низкопрофильными шинами.

На заднем крыле расположены скобы с замочком, позволяющие пристегнуть на стоянке два шлема. В спидометре находится жидкокристаллический экран демонстрирущий показания одометра, трипметра (счетчика пробега) и часов. В тахометре находятся контрольные лампы «Инжектор», «Температура», «Масло», «Резерв топлива». На баке расположены контрольные лампы «Левый поворот», «Дальний свет», «Нейтраль», «Правый поворот». Регулируемые рычаги сцепления и тормоза удобны при смене «летних» перчаток на «зимние». Указатели поворотов автоматически отключаются после прохождения поворота через 8 с либо после прохождения расстояния 65 м. Система «Positive Neutral Finder» на стоящем мотоцикле позволяет после «Первой» передачи включить только «Нейтраль». По результатом многочисленных тестов и обзоров Mean Streak обладает выдающейся для мотоцикла такого класса управляемостью, отличными тормозами, ровным «спокойным» характером двигателя и продуманной эргономикой.

## Модификации
- 2004 VN1600-B1; Candy Lime Green, Candy Thunder Blue (386), Metallic Spark Black (660), Ebony Black (602); VIN Range JKBVNT60BBA000001 or JKBVNKB1�4A000001-
- 2005 VN1600-B2; Pearl Magma Red, Ebony Black (602); VIN Range JKBVNT60BBA005001 or JKBVNKB1�5A005001-
- 2006 VN1600-B6F; Ebony Black (602), Ebony (New Flame Metallic) / Frame Persimmon Red (796); VIN Range JKBVNT60BBA010001 or JKBVNKB1�6A010001-
- 2006 VN1600-F6F; Ebony Black (602), Ebony (New Flame Metallic) / Frame Persimmon Red (796); VIN Range JKBVNKF1�6A000001-
- 2007 VN1600-B7F; Ebony Black (602), Metallic Flat Spark Black (739)/ Frame Persimmon Red (796); VIN Range JKBVNT60BBA013001-
- 2008 VN1600-B8F; Candy Fire Red (816), Special Edition: Metallic Diablo Black (17K) — Frame Persimmon Red (796) — Flat Super Black (18R)

(□:этот символ в номере рамы отличный для каждого мотоцикла)

## Регионы поставок
США (кроме Калифорнии) и Канада, США (Калифорния), Европа, Япония

## Технические характеристики

### Двигатель
- Тип: V-образный 50⁰, 2-цилиндровый, 4-тактный
- Рабочий объём: 1552 см³
- Диаметр цилиндров и ход поршней: 102×95 мм
- Степень сжатия: 9,0:1
- Охлаждение: жидкостное
- Контроль топлива: SOHC, 4 клапана на цилиндр, гидрокомпенсаторы
- Зажигание: цифровое, 2 катушки — по одной на каждые 2 свечи на цилиндр (TCBI), свечи NGK DPR6EA-9
- Топливная система: электронный впрыск топлива (EFI), 2 дросселя Ø40 мм, 2 инжектора — по одному на каждый цилиндр
- Мощность: 74 л.с. при 5300 об/мин
- Крутящий момент: 125 Нм при 2800 об/мин
- Стартер: электрический

### Размеры
- Длина: 2410 мм
- Ширина: 850 мм
- Высота: 1100 мм
- Колесная база: 1705 мм
- Дорожный просвет: 125 мм
- Высота по седлу: 700 мм

### Прочие
- Рама: дуплексная, из высокопрочной стали
- Угол наклона передней вилки: 32⁰
- Подвеска передняя: телескопическая вилка перевёрнутого типа Ø43 мм, ход подвески 150 мм
- Подвеска задняя: маятник, два амортизатора, подкачка воздухом, 4 регулировки отбоя, ход подвески 87 мм
- Коробка передач: 5 скоростей
- Сцепление: гидравлический привод, многодисковое, в масляной ванне
- Привод: кардан
- Шина передняя: 130/70R17М/С (62H)
- Шина задняя: 170/60R17M/С (72H)
- Тормоз передний: дисковый 2 х Ø320 мм (2 х Ø293 мм до 2005 г.), 4-поршневой (6-поршневой до 2005 г.)
- Тормоз задний: дисковый 1 х Ø300 мм (1 х Ø272 мм до 2005 г.), 2-поршневой
- Генератор: 3-фазный переменного тока, 23 A × 14 V при 6000 об/мин, 322 Вт
- Аккумулятор: 18 А/ч, YTX20-BS

### Эксплуатационные характеристики
- Тип топлива: бензин А-95
- Объём бака: 17 л
- Расход топлива (трасса/город): 6 / 8 л /100 км
- Макс. скорость: > 200 км/ч
- Разгон 0-100 км/ч: < 5 сек.
- Ускорение 1/4 мили: 13,60 сек. @ 158 км/ч (98.21 mph)
- Сухой вес: 290 кг
- Снаряжённый вес: 317 кг
- Допустимая нагрузка: 184 кг
- Полная масса: 501 кг